# إنوبلاست
إنوبلاست (بالفرنسية: Industrie Nouvelle du plastique أو اختصارًا Inoplast)‏ شركة تونسية تأسست عام 1972، تصنّع مختلف المنتجات اللدائنية، من أثاث الحدائق، والأثاث والأدوات المنزلية، والأوعية، والصناديق، والأنابيب، وقطع السيارات والآلات المنزلية. تتبع الشركة مجموعة محسن حشيشة.

## = وصلات خارجية =
- (بالفرنسية) الموقع الرسمي لشركة إنوبلاست.